# Russische pseudo-gotiek

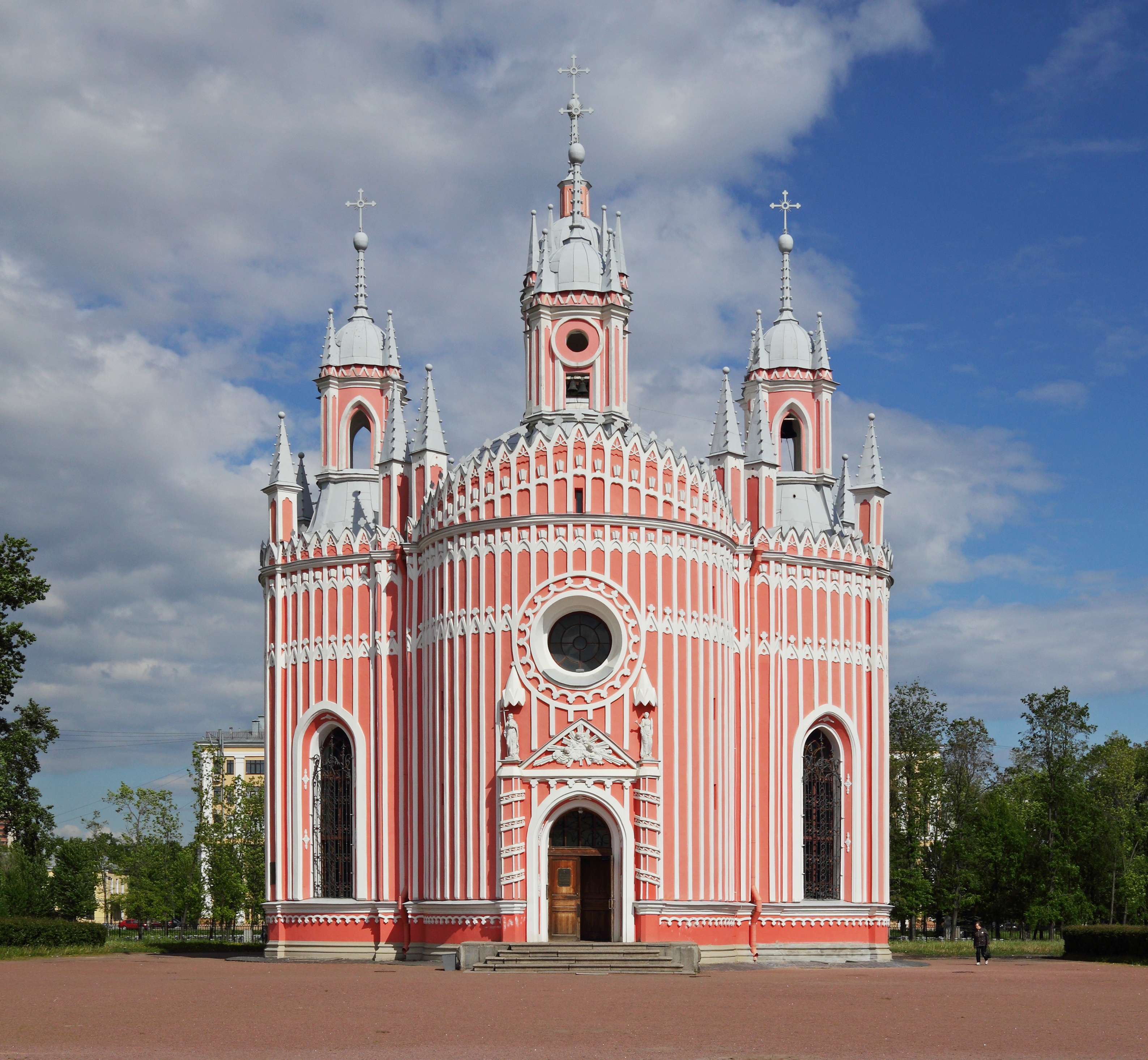
Tsjesme-kerk (1777-80) een voorbeeld van conditionele gotiekpastiche in het Catharina-tijdperk

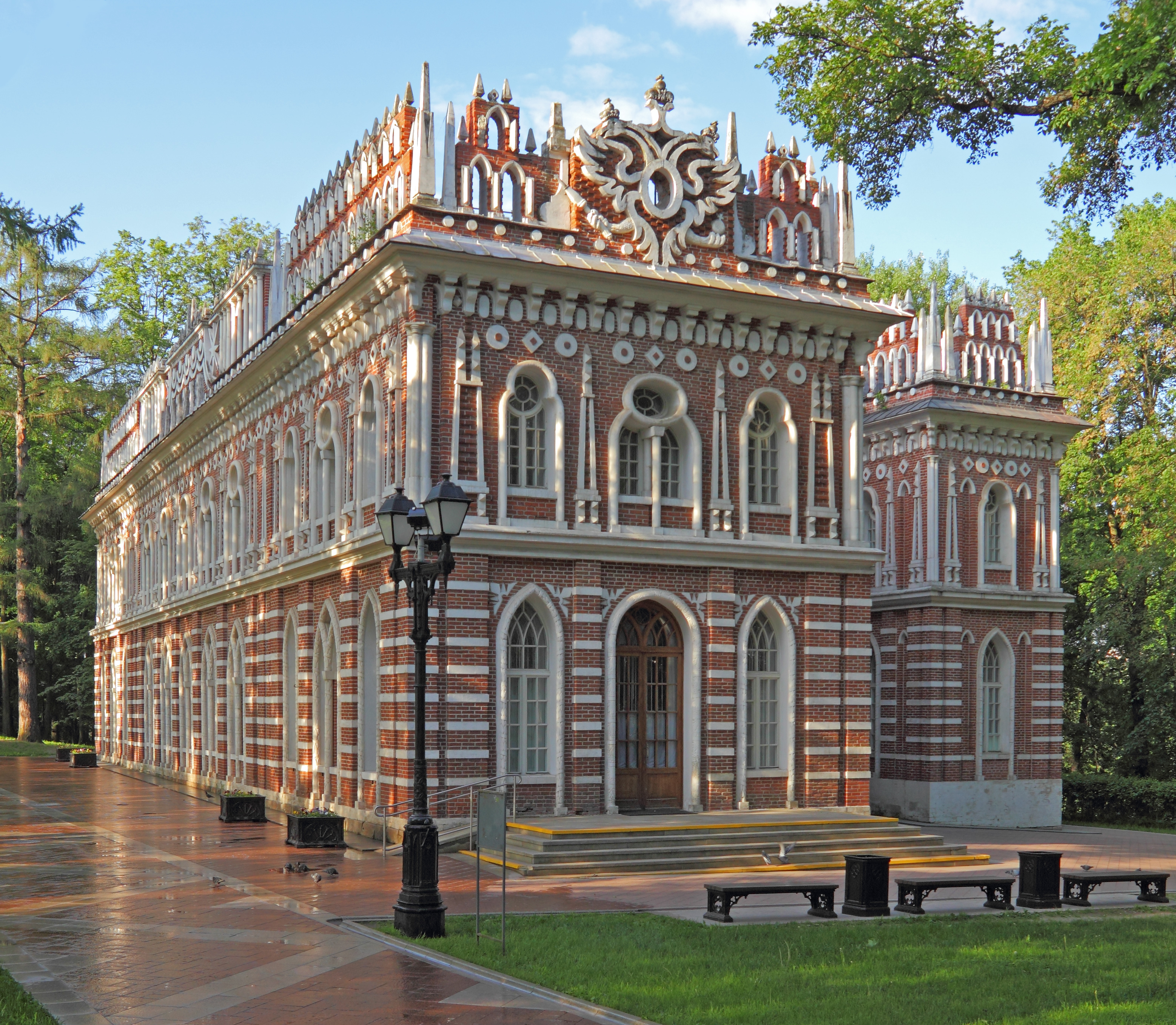
Operagebouw van Tsaritsyno, Moskou

Russische pseudo-gotiek, valse gotiek of Russische gotiek (Russisch: Псевдоготика; Psevdogotika, ложная готика; lozjnaja gotika of русская готика; Roesskaja gotika) zijn benamingen voor de preromantische stroming in de Russische architectuur uit het Catharina-tijdperk gebaseerd op de vrije combinatie van elementen uit de Europese gotiek en Narysjkin-barok (Moskouse barok) die groteske werken voortbracht, vaak doorweven met symbolen uit de vrijmetselarij. Na de dood van Catharina de Grote ontwikkelde de Russische pseudo-gotiek zich parallel aan de opkomst van de neogotiek in de architectuur van West-Europa, maar in tegenstelling tot de neogotiek heeft de Russische pseudo-gotiek weinig gemeen met de middeleeuwse gotische architectuur.
Een bekend voorbeeld van de stijl is het gebouwencomplex van het Tsaritsynopark in Moskou.